# 혜원여자고등학교
혜원여자고등학교(蕙園女子高等學校)는 대한민국 서울특별시 중랑구 [[망우동에 위치한 사립 고등학교이다.

## 학교 연혁
- 1969년 7월 23일 : 학교법인 혜원학원 설립인가
- 1969년 7월 23일 : 초대 이사장 육인순 취임
- 1972년 12월 26일 : 혜원여자고등학교 설립인가
- 1973년 3월 1일 : 초대 홍소자 교장 취임
- 2012년 6월 24일 : 제7대 홍민표 이사장 취임
- 2019년 9월 1일 : 제10대 신호현 교장 취임
- 2022년 2월 10일 : 제47회 졸업식 (217명) 졸업생 총 수 25,036명
- 2022년 3월 2일 : 제50회 입학식 (200명)

## 참고 자료
- 혜원여자고등학교 - 한국교육학술정보원 학교알리미